# Zlatan Ibrahimović
Zlatan Ibrahimović (wym. ['zlatan ibra’xi:mɔʋitɕ]; ur. 3 października 1981 w Malmö) – szwedzki piłkarz pochodzenia bośniackiego i chorwackiego, który występował na pozycji napastnika, w latach 2001–2023 reprezentant Szwecji. Jest jej rekordzistą pod względem liczby występów i bramek. Uczestnik Mistrzostw Świata 2002, 2006, Mistrzostw Europy 2004, 2008, 2012 i 2016. Zakończył karierę w A.C. Milan na koniec sezonu w 2023 r.

## Kariera klubowa

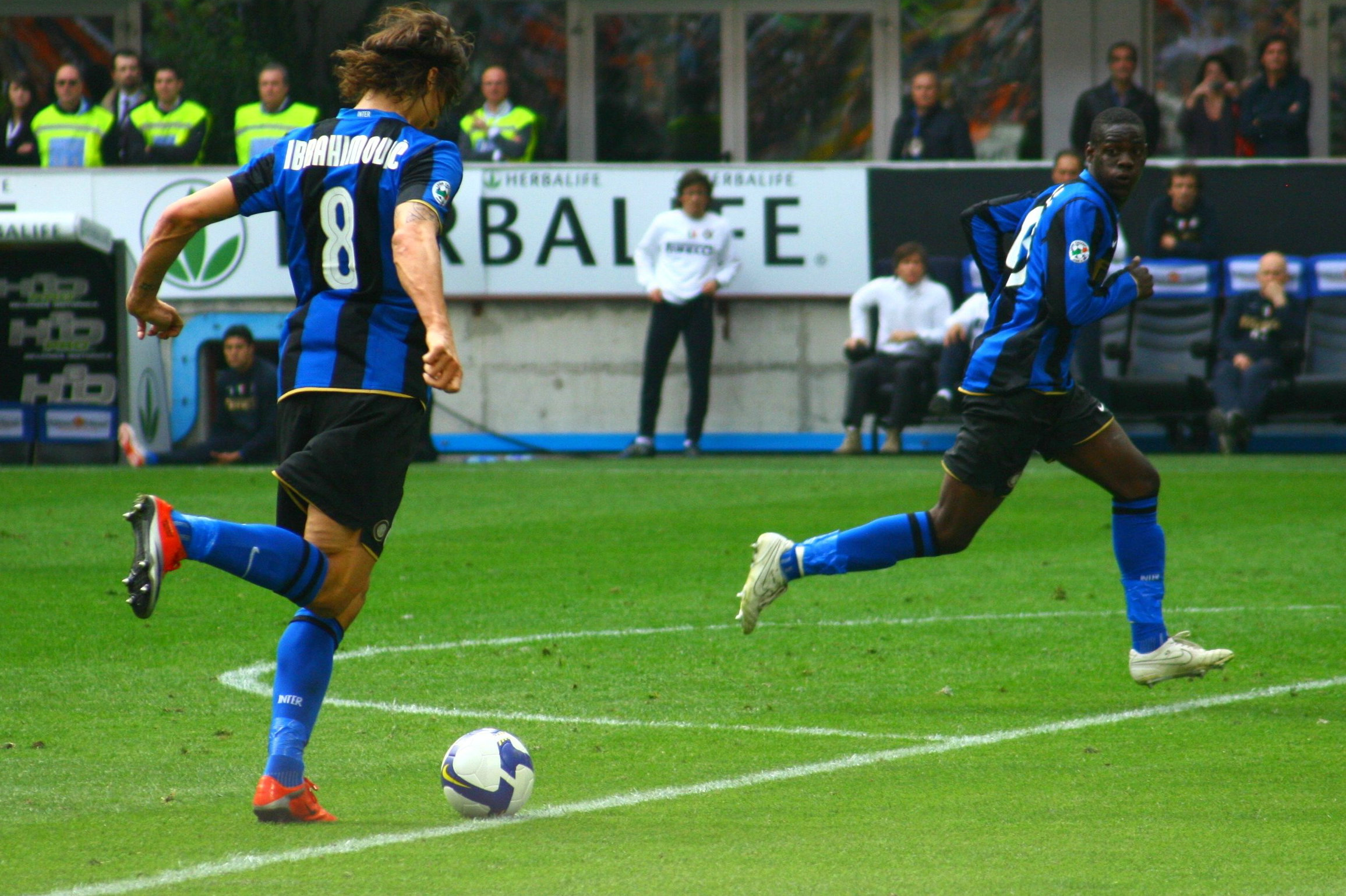
Ibrahimović w Interze podający piłkę do Mario Balotellego.

Ibrahimović jest wychowankiem klubu Malmö FF, w którym debiutował w szwedzkiej ekstraklasie w 1999. W 2001, za 10,8 mln euro przeszedł do Ajaxu Amsterdam, z którym dwukrotnie zdobył mistrzostwo Holandii, a także Puchar Holandii i Superpuchar Holandii.
Od 31 sierpnia 2004 grał w Serie A w Juventusie, który zapłacił za jego transfer 19 mln euro. W debiutanckim sezonie był najlepszym piłkarzem Juventusu, w 2004 w rankingu FIFA został wybrany ósmym piłkarzem na świecie. Sezon 2005/2006 był już znacznie mniej udany dla Ibrahimovicia niż poprzedni. Grał wprawdzie bardzo dobrze, jednak strzelił „tylko” 14 bramek. Mimo to ówczesny trener Juventusu, Fabio Capello, wciąż stawiał na niego, często kosztem Alessandro Del Piero, podstawowego zawodnika Juventusu. Kiedy Juventus został zdegradowany do Serie B (włoska druga liga) Ibrahimović poinformował, że jest gotowy do podjęcia kroków prawnych w celu zabezpieczenia swojej przyszłości, której nie wiązał z Serie B. Decyzja piłkarza była sprzeczna ze stanowiskiem władz Juventusu – ówczesny pierwszy trener Didier Deschamps poinformował piłkarzy o braku możliwości zerwania kontraktu z klubem. W negocjacjach pomiędzy Zlatanem Ibrahimoviciem a klubem wziął udział jego menadżer Mino Raiola, który stanowisko piłkarza opublikował w mediach. Dodatkowo Raiola zagroził działaniami prawnymi w celu wyciągnięcia Ibrahimovicia z umowy.

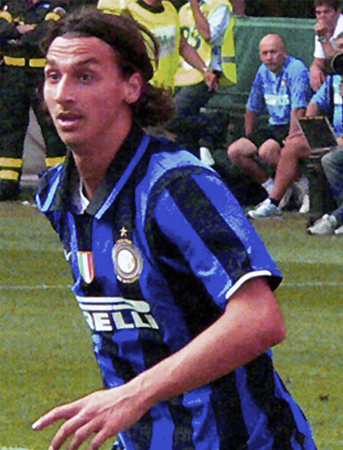
Ibrahimović w Interze

10 sierpnia 2006 przeszedł z Juventusu do Interu Mediolan za kwotę ok. 32 mln euro podpisując czteroletni kontrakt. W swoim debiucie dla Nerazzurri zagrał przeciwko AS Roma, grając pełne 90 minut w spotkaniu Superpucharu Włoch. Pierwszego gola w Serie A zdobył w spotkaniu z Florentiną w 61. minucie. Trzy razy z rzędu zdobył z tą drużyną mistrzostwo Włoch, w sezonach 2006/2007, 2007/2008 i 2008/2009, a także dwa Superpuchary Włoch. W ostatnim z nich strzelając 25 goli Szwed został królem strzelców Serie A. 27 lipca 2009 podpisał kontrakt z FC Barceloną, a Inter otrzymał za niego 45 mln euro oraz Samuela Eto’o.
28 sierpnia 2010 A.C. Milan poinformował, że Ibrahimović zostanie wypożyczony na sezon 2010/2011 do tego klubu z przymusem wykupu za 24 miliony euro. Transfer został spowodowany sytuacją wewnętrzną w katalońskim klubie, która nie pozwalała stronom na ustaloną współpracę. Po przejściu testów medycznych zawodnik 29 sierpnia podpisał kontrakt. W sezonie 2011/2012 został królem strzelców Serie A z 28 bramkami.
W lipcu 2012 Zlatan Ibrahimović podpisał kontrakt z Paris Saint-Germain, które zapłaciło za szwedzkiego napastnika 23 mln euro. Od tego czasu Ibrahimović zarabiał 13 mln euro rocznie, stając się dzięki temu najlepiej zarabiającym piłkarzem we Francji. Swoje pierwsze dwie bramki w barwach drużyny z Paryża zdobył w 64. i  90. minucie w ligowym spotkaniu z FC Lorient (2:2). W swoich występach strzelił od 1 grudnia 2012 113 bramek w 122 meczach. Podczas gry w Paris Saint-Germain stał się także pierwszym piłkarzem w historii Ligi Mistrzów, który zdobył gole dla sześciu różnych drużyn w tej serii rozgrywek. W trakcie czterech sezonów dla drużyny z Paryża rozegrał łącznie 180 spotkań, w których strzelił 156 goli. Wraz z planowanym odejściem z francuskiego zespołu poinformował także o zakończeniu kariery reprezentacyjnej.

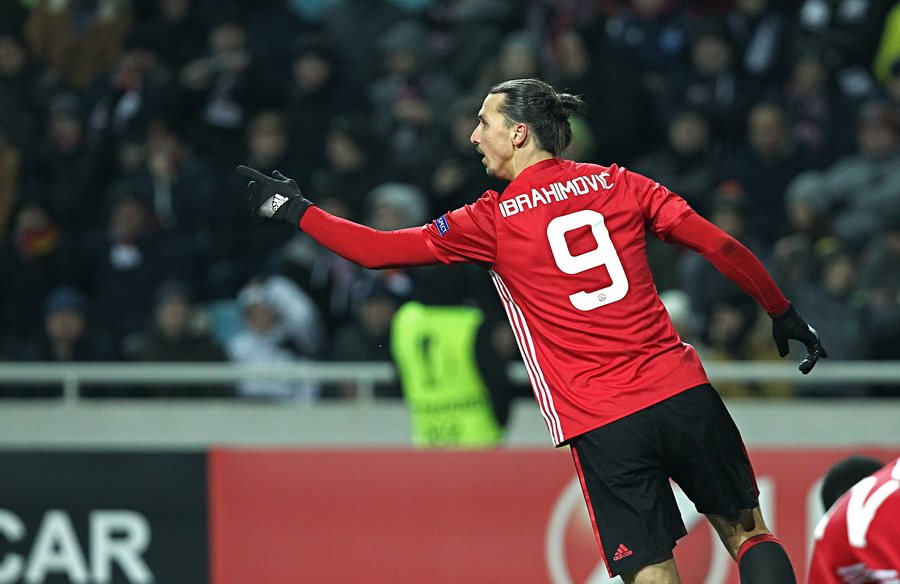
Ibrahimović w trykocie Manchesteru United.

W czerwcu 2016 Zlatan Ibrahimović był łączony z zespołem Manchester United, który był prowadzony przez José Mourinho. 1 lipca 2016 został zaproszony do ośrodka szkoleniowego drużyny Manchesteru United, znajdującego się w Carrington, na testy medyczne. Tego samego dnia został przedstawiony oficjalnie jako zawodnik Manchesteru United. Oficjalnie w klubie zadebiutował 7 sierpnia 2016 w wygranym 2:1 meczu o Tarczę Wspólnoty przeciwko Leicester City. Szwed rozegrał wówczas całe spotkanie, strzelił bramkę na 2:1, wygrywając pierwsze trofeum w nowym klubie. 14 sierpnia 2016, podczas wygranego 3:1 meczu z Bournemouth zadebiutował w Premier League, zdobywając jednocześnie swojego pierwszego gola. W ćwierćfinałowym meczu Ligi Europy z Anderlechtem Bruksela doznał kontuzji, która wyeliminowała go z rozgrywek do końca sezonu. Pomimo nieobecności zdobył w sezonie z Manchesterem United puchar Ligi Europy, po wygranym finale z Ajaxem Amsterdam.
W maju 2017 niemiecki „Der Spigel” wraz z autorami książki “Football Leaks: The Dirty Business of Football” opublikowali materiał, w którym poinformowali, że Zlatan Ibrahimović jest najlepiej zarabiającym piłkarzem w historii Premier League. Manchester United rocznie płacił zawodnikowi ponad 19 milionów funtów rocznie za grę, a także otrzymał dodatek wynoszący około 3 milionów funtów za strzelone bramki w sezonie.
W czerwcu 2017 strona rozgrywek Premier League poinformowała, że Zlatan Ibrahimović został wykreślony z listy płac Manchesteru United, co oznaczało, że klub nie zamierza przedłużać kontraktu z zawodnikiem. Brytyjska prasa zastrzegła jednak, że klub będzie wspomagać Ibrahimovicia w rekonwalescencji po kontuzji, której doznał podczas ćwierćfinałowego meczu Ligi Europy UEFA. 24 sierpnia 2017 Manchester United poinformowało o podpisaniu nowego kontraktu ze Zlatanem Ibrahimoviciem. Po podpisaniu nowego kontraktu Ibrahimović zmienił numer na koszulce – z numeru 9 na numer 10, który w poprzednim sezonie należał do Wayne’a Rooneya. Nowy kontrakt był znacznie niższy od poprzedniego, który był przedmiotem kontrowersji po publikacji „Der Spiegel” oraz Football Leaks. Powrót do drużyny Manchesteru United nastąpił podczas spotkania z Newcastle United, zastępując Anthony’ego Martiala w 77. minucie spotkania. W meczu przeciwko FC Basel Ibrahimović stał się pierwszym zawodnikiem, który reprezentował siedem zespołów w Lidze Mistrzów UEFA. W marcu 2018 w brytyjskiej prasie pojawiły się doniesienia o tym, że Zlatan Ibrahimović łączony jest z drużynami rozgrywającymi swoje mecze w Major League Soccer, w tym samym miesiącu Manchester United poinformował za pośrednictwem swojej strony o rozwiązaniu umowy za porozumieniem stron. 23 marca 2018 został oficjalnie zaprezentowany jako zawodnik Los Angeles Galaxy, oficjalna informacja pojawiła się po raz pierwszy za pośrednictwem dziennika Los Angeles Times, w którym to zawodnik wykupił całostronicową reklamę przedstawiającą jego zdjęcie w koszulce nowego zespołu. Zadebiutował 31 marca 2018 w meczu derbowym przeciwko Los Angeles FC, gdzie strzelił dwa gole. W następnym sezonie został mianowany kapitanem drużyny, a także został szwedzkim piłkarzem z największą liczbą bramek w historii, pobijając rekord 515 bramek Gunnara Nordahla. 13 listopada 2019 Ibrahimović za pośrednictwem swojego konta na Twitterze poinformował o powrocie do klubu A.C. Milan.
27 grudnia 2019 transfer Ibrahimovicia został oficjalnie potwierdzony przez A.C. Milan. Zawodnik podpisał kontrakt do końca sezonu 2019/2020 z opcją przedłużenia o kolejny rok. Według włoskiej prasy kontrakt zawodnika wyniesie włoski klub 3,5 miliona euro plus dodatkowe bonusy. Po raz pierwszy na boisku pojawił się 6 stycznia 2020 w meczu przeciwko Sampdorii zastępując Krzysztofa Piątka w 55. minucie spotkania. 10 lutego 2020 został najstarszym strzelcem gola w historii derbów Mediolanu.
5 czerwca 2023 ogłosił koniec swojej kariery piłkarskiej.

## Kariera reprezentacyjna

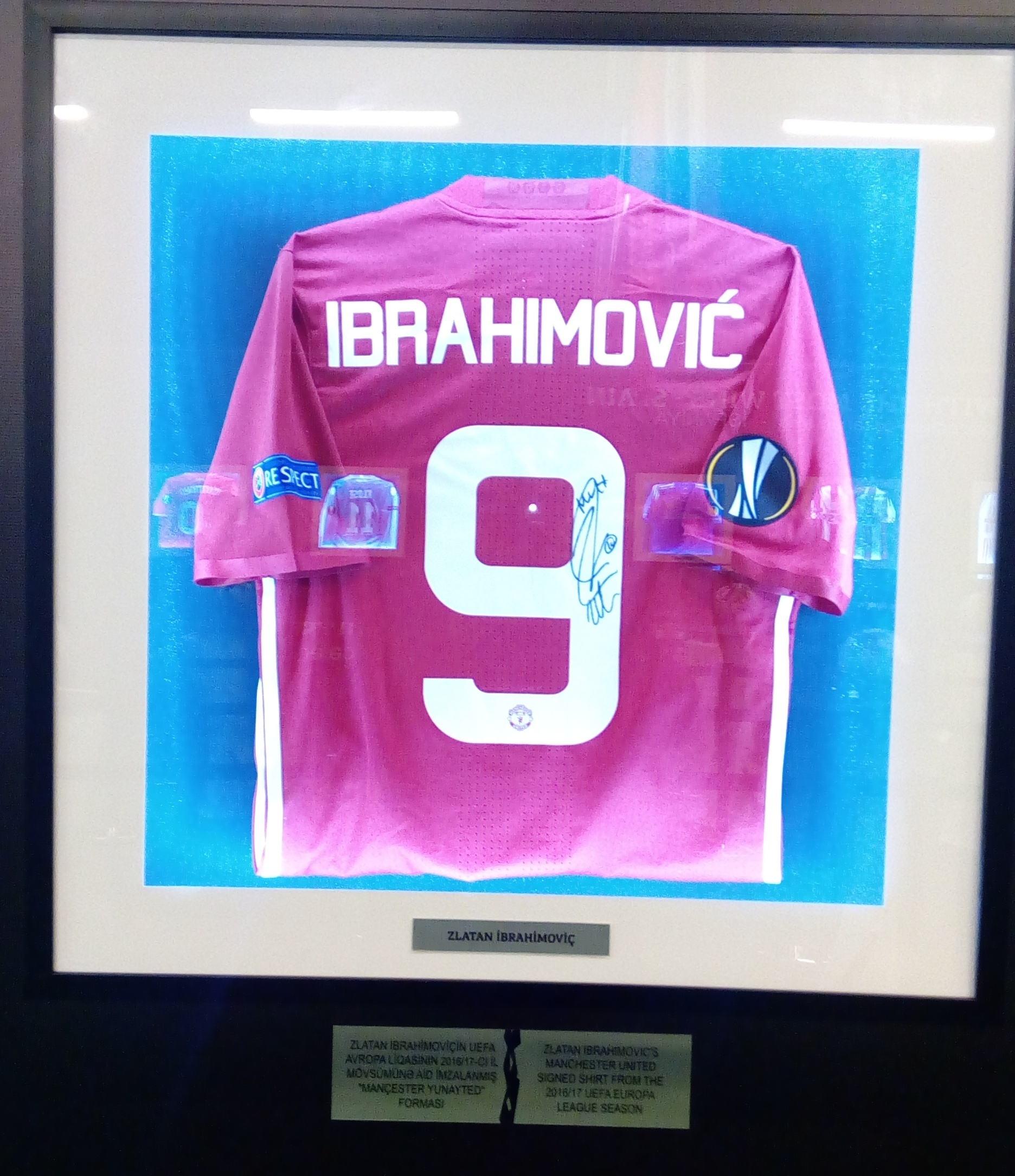
Koszulka z czasów gry Ibrahimovicia w Manchesterze United z autografem szwedzkiego piłkarza.

W reprezentacji debiutował 31 stycznia 2001 w Växjö w meczu z reprezentacją Wysp Owczych. Dotychczas uczestniczył w mistrzostwach świata w 2002 i 2006 oraz w mistrzostwach Europy w 2004, 2008, 2012 i 2016. Z dniem 9 listopada 2009 podjął decyzję o tymczasowym zawieszeniu reprezentacyjnej kariery do czasu eliminacji mistrzostw Europy, spowodowanej brakiem awansu reprezentacji Szwecji na mistrzostwa świata w 2010. 15 lipca 2010 postanowił wrócić do reprezentacji. Reprezentował Szwecję na mistrzostwach Europy w piłce nożnej w 2012. Strzelił w nich 2 bramki ( nożyce w meczu z Francją).  Tam został wybrany do drużyny mistrzostw Euro 2012 jako jedyny napastnik, który nie awansował z fazy grupowej. 4 lata później na Euro 2016 piłkarz po odpadnięciu jego reprezentacji w fazie grupowej postanowił zakończyć karierę reprezentacyjną. W marcu 2021 zostało ogłoszone, że Ibrahimović zostanie powołany na najbliższe mecze reprezentacji i na swoje piąte Euro, jednak dwa miesiące później odwołano tę decyzję z powodu kontuzji zawodnika.

## Statystyki

### Klubowe
Aktualne na dzień 22 maja 2022.
| Klub                | Sezon      | Ligi krajowe | Ligi krajowe | Ligi krajowe | Puchary1 | Puchary1 | Puchary1 | Europejskie puchary | Europejskie puchary | Europejskie puchary | Razem   | Razem | Razem  |
| Klub                | Sezon      | Występy      | Gole         | Asysty       | Występy  | Gole     | Asysty   | Występy             | Gole                | Asysty              | Występy | Gole  | Asysty |
| ------------------- | ---------- | ------------ | ------------ | ------------ | -------- | -------- | -------- | ------------------- | ------------------- | ------------------- | ------- | ----- | ------ |
| Malmö FF            | 1999       | 6            | 1            | 0            | 0        | 0        | 0        | 0                   | 0                   | 0                   | 6       | 1     | 0      |
| Malmö FF            | 2000       | 26           | 12           | 0            | 3        | 2        | 0        | 0                   | 0                   | 0                   | 29      | 14    | 0      |
| Malmö FF            | 2001       | 8            | 3            | 0            | 4        | 0        | 0        | 0                   | 0                   | 0                   | 12      | 3     | 0      |
| Malmö FF            | Razem      | 40           | 16           | 0            | 7        | 2        | 0        | 0                   | 0                   | 0                   | 47      | 18    | 0      |
| AFC Ajax            | 2001/2002  | 24           | 6            | 4            | 3        | 1        | 1        | 6                   | 2                   | 0                   | 33      | 9     | 5      |
| AFC Ajax            | 2002/2003  | 25           | 13           | 1            | 4        | 3        | 0        | 13                  | 5                   | 2                   | 42      | 21    | 3      |
| AFC Ajax            | 2003/2004  | 22           | 13           | 7            | 1        | 0        | 0        | 8                   | 2                   | 1                   | 31      | 15    | 8      |
| AFC Ajax            | 2004/2005  | 3            | 3            | 1            | 1        | 0        | 0        | 0                   | 0                   | 0                   | 4       | 3     | 1      |
| AFC Ajax            | Razem      | 74           | 35           | 13           | 9        | 4        | 1        | 27                  | 9                   | 3                   | 110     | 48    | 17     |
| Juventus            | 2004/2005  | 35           | 16           | 8            | 0        | 0        | 0        | 10                  | 0                   | 3                   | 45      | 16    | 11     |
| Juventus            | 2005/2006  | 35           | 7            | 9            | 3        | 0        | 0        | 9                   | 3                   | 1                   | 47      | 10    | 10     |
| Juventus            | Razem      | 70           | 23           | 3            | 3        | 0        | 0        | 19                  | 3                   | 4                   | 92      | 26    | 7      |
| Inter Mediolan      | 2006/2007  | 27           | 15           | 6            | 2        | 0        | 2        | 7                   | 0                   | 1                   | 36      | 15    | 9      |
| Inter Mediolan      | 2007/2008  | 26           | 17           | 12           | 1        | 0        | 0        | 7                   | 5                   | 0                   | 34      | 22    | 12     |
| Inter Mediolan      | 2008/2009  | 35           | 25           | 7            | 4        | 3        | 1        | 8                   | 1                   | 3                   | 47      | 29    | 11     |
| Inter Mediolan      | Razem      | 88           | 57           | 23           | 7        | 3        | 2        | 22                  | 6                   | 4                   | 117     | 66    | 29     |
| FC Barcelona        | 2009/2010  | 29           | 16           | 9            | 6        | 1        | 2        | 10                  | 4                   | 3                   | 45      | 21    | 13     |
| FC Barcelona        | 2010/2011  | 0            | 0            | 0            | 1        | 1        | 0        | 0                   | 0                   | 0                   | 1       | 1     | 0      |
| FC Barcelona        | Razem      | 29           | 16           | 9            | 7        | 2        | 2        | 10                  | 4                   | 3                   | 46      | 22    | 13     |
| A.C. Milan          | 2010/2011  | 29           | 14           | 12           | 4        | 3        | 0        | 8                   | 4                   | 0                   | 41      | 21    | 12     |
| A.C. Milan          | 2011/2012  | 32           | 28           | 8            | 4        | 2        | 0        | 8                   | 5                   | 4                   | 44      | 35    | 12     |
| A.C. Milan          | Razem      | 61           | 42           | 20           | 8        | 5        | 0        | 16                  | 9                   | 4                   | 85      | 56    | 24     |
| Paris Saint-Germain | 2012/2013  | 34           | 30           | 10           | 3        | 2        | 0        | 9                   | 3                   | 7                   | 46      | 35    | 17     |
| Paris Saint-Germain | 2013/2014  | 33           | 26           | 15           | 5        | 5        | 2        | 8                   | 10                  | 0                   | 46      | 41    | 17     |
| Paris Saint-Germain | 2014/2015  | 24           | 19           | 6            | 7        | 9        | 1        | 6                   | 2                   | 1                   | 37      | 30    | 8      |
| Paris Saint-Germain | 2015/2016  | 31           | 38           | 13           | 10       | 7        | 3        | 10                  | 5                   | 3                   | 51      | 50    | 19     |
| Paris Saint-Germain | Razem      | 122          | 113          | 43           | 25       | 23       | 6        | 33                  | 20                  | 11                  | 180     | 156   | 60     |
| Manchester United   | 2016/2017  | 28           | 17           | 5            | 7        | 6        | 1        | 11                  | 5                   | 4                   | 46      | 28    | 10     |
| Manchester United   | 2017/2018  | 5            | 0            | 0            | 1        | 1        | 0        | 1                   | 0                   | 0                   | 7       | 1     | 0      |
| Manchester United   | Razem      | 33           | 17           | 5            | 8        | 7        | 1        | 12                  | 5                   | 4                   | 53      | 29    | 10     |
| Los Angeles Galaxy  | 2018       | 27           | 22           | 7            | 0        | 0        | 0        | 0                   | 0                   | 0                   | 27      | 22    | 7      |
| Los Angeles Galaxy  | 2019       | 29           | 30           | 7            | 0        | 0        | 0        | 0                   | 0                   | 0                   | 31      | 31    | 8      |
| Los Angeles Galaxy  | Razem      | 56           | 52           | 14           | 0        | 0        | 0        | 0                   | 0                   | 0                   | 58      | 53    | 15     |
| A.C. Milan          | 2019/2020  | 18           | 10           | 5            | 2        | 1        | 0        | 0                   | 0                   | 0                   | 20      | 11    | 5      |
| A.C. Milan          | 2020/2021  | 19           | 15           | 2            | 2        | 1        | 0        | 6                   | 1                   | 1                   | 26      | 17    | 3      |
| A.C. Milan          | 2021/2022  | 23           | 8            |              | 0        | 0        |          | 4                   | 0                   |                     | 27      | 8     |        |
| W karierze          | W karierze | 629          | 404          | 154          | 78       | 48       | 13       | 149                 | 57                  | 34                  | 860     | 509   | 187    |

1Wliczając Puchar Szwecji, Puchar Holandii, Superpuchar Holandii, Puchar Włoch, Superpuchar Włoch, Puchar Hiszpanii, Superpuchar Hiszpanii, Puchar Francji, Puchar Ligi Francuskiej, Superpuchar Francji, Puchar Anglii, Puchar Ligi Angielskiej, Tarcza Wspólnoty, Superpuchar UEFA i Klubowe mistrzostwa świata.

## Gole w reprezentacji
| Lp.          | Data       | Miejsce                                    | Przeciwnik    | Gol          | Wynik | Rozgrywki                            |
| ------------ | ---------- | ------------------------------------------ | ------------- | ------------ | ----- | ------------------------------------ |
| 1.           | 2001-10-07 | Råsundastadion, Szwecja                    | Azerbejdżan   | 3-0          | 3-0   | eliminacje do mistrzostw świata 2002 |
| 2.           | 2002-08-21 | Stadion Lokomotiwu, Moskwa                 | Rosja         | 1-1          | 1-1   | mecz towarzyski                      |
| 3.           | 2002-10-12 | Råsundastadion, Szwecja                    | Węgry         | 1-1          | 1-1   | eliminacje do UEFA Euro 2004         |
| 4.           | 2003-04-30 | Råsundastadion, Szwecja                    | Chorwacja     | 1-1          | 1-2   | mecz towarzyski                      |
| 5.6.         | 2003-09-06 | Ullevi, Szwecja                            | San Marino    | 3-05-0       | 5-0   | eliminacje do UEFA Euro 2004         |
| 7.           | 2004-03-31 | Ullevi, Szwecja                            | Anglia        | 1-0          | 1-0   | mecz towarzyski                      |
| 8.           | 2004-06-14 | Estádio José Alvalade, Portugalia          | Bułgaria      | 4-0          | 5-0   | UEFA Euro 2004                       |
| 9.           | 2004-06-18 | Estádio do Dragão, Portugalia              | Włochy        | 1-1          | 1-1   | UEFA Euro 2004                       |
| 10.          | 2004-08-18 | Råsundastadion, Szwecja                    | Holandia      | 2-2          | 2-2   | mecz towarzyski                      |
| 11.12.13.14. | 2004-09-04 | Ta’ Qali Stadium, Malta                    | Malta         | 1-02-03-05-0 | 7-0   | eliminacje do mistrzostw świata 2006 |
| 15.          | 2005-06-04 | Ullevi, Szwecja                            | Malta         | 4-0          | 6-0   | eliminacje do mistrzostw świata 2006 |
| 16.          | 2005-09-03 | Råsundastadion, Szwecja                    | Bułgaria      | 3-0          | 3-0   | eliminacje do mistrzostw świata 2006 |
| 17.          | 2005-09-07 | Stadion im. Ferenca Puskása, Węgry         | Chorwacja     | 1-0          | 1-0   | eliminacje do mistrzostw świata 2006 |
| 18.          | 2005-10-12 | Råsundastadion, Szwecja                    | Islandia      | 1-1          | 3-1   | eliminacje do mistrzostw świata 2006 |
| 19.          | 2008-06-10 | Wals Siezenheim Stadion, Austria           | Grecja        | 1-0          | 2-0   | UEFA Euro 2008                       |
| 20.          | 2008-06-14 | Tivoli Neu, Austria                        | Hiszpania     | 1-1          | 1-2   | UEFA Euro 2008                       |
| 21.          | 2009-06-10 | Ullevi, Szwecja                            | Malta         | 3-0          | 4-0   | eliminacje do mistrzostw świata 2010 |
| 22.          | 2009-09-05 | Stadion im. Ferenca Puskása, Węgry         | Węgry         | 2-1          | 2-1   | eliminacje do mistrzostw świata 2010 |
| 23.          | 2010-08-11 | Sztokholm, Szwecja                         | Szkocja       | 1-0          | 3-0   | mecz towarzyski                      |
| 24.25.       | 2010-09-07 | Swedbank Stadion, Szwecja                  | San Marino    | 1-05-0       | 6-0   | eliminacje do UEFA Euro 2012         |
| 26.27.28.    | 2011-06-07 | Råsundastadion, Szwecja                    | Finlandia     | 2-03-04-0    | 5-0   | eliminacje do UEFA Euro 2012         |
| 29.          | 2012-02-29 | Maksimir, Chorwacja                        | Chorwacja     | 1-0          | 3-1   | mecz towarzyski                      |
| 30.          | 2012-05-30 | Gamla Ullevi, Göteborg                     | Islandia      | 1-0          | 3-2   | mecz towarzyski                      |
| 31.          | 2012-06-05 | Råsundastadion, Solna                      | Serbia        | 2-1          | 2-1   | mecz towarzyski                      |
| 32.          | 2012-06-11 | Stadion Olimpijski w Kijowie, Ukraina      | Ukraina       | 1-0          | 1-2   | UEFA Euro 2012                       |
| 33.          | 2012-06-19 | Stadion Olimpijski w Kijowie, Ukraina      | Francja       | 1-0          | 2-0   | UEFA Euro 2012                       |
| 34.          | 2012-10-12 | Tórsvøllur, Thorshavn                      | Wyspy Owcze   | 2-1          | 2-1   | eliminacje do mistrzostw świata 2014 |
| 35.          | 2012-10-16 | Stadion Olimpijski w Berlinie              | Niemcy        | 1-4          | 4-4   | eliminacje do mistrzostw świata 2014 |
| 36.37.38.39. | 2012-11-14 | Friends Arena, Solna, Szwecja              | Anglia        | 1-02–23–24–2 | 4-2   | mecz towarzyski                      |
| 40.41.       | 2013-06-11 | Friends Arena, Solna, Szwecja              | Wyspy Owcze   | 1-02-0       | 2-0   | eliminacje do mistrzostw świata 2014 |
| 42.43.44.    | 2013-08-14 | Friends Arena, Solna, Szwecja              | Norwegia      | 1-02-03-2    | 4-2   | mecz towarzyski                      |
| 45.          | 2013-09-10 | Astana Arena, Kazachstan                   | Kazachstan    | 0-1          | 0-1   | eliminacje do mistrzostw świata 2014 |
| 46.          | 2013-10-11 | Friends Arena, Solna, Szwecja              | Austria       | 2-1          | 2-1   | eliminacje do mistrzostw świata 2014 |
| 47.48.       | 2013-11-19 | Friends Arena, Solna, Szwecja              | Portugalia    | 1-12-1       | 2-3   | el. MŚ 2014 – play off               |
| 49.50.       | 2014-09-04 | Friends Arena, Solna, Szwecja              | Estonia       | 1-02-0       | 2-0   | mecz towarzyski                      |
| 51.          | 2014-11-15 | Stadion Pod Goricom, Podgorica, Czarnogóra | Czarnogóra    | 1-0          | 1-1   | Eliminacje do Euro 2016              |
| 52.53.       | 2015-03-27 | Stadion Zimbru, Kiszyniów, Mołdawia        | Mołdawia      | 1-02-0       | 2-0   | Eliminacje do Euro 2016              |
| 54.          | 2015-03-31 | Friends Arena, Solna, Szwecja              | Iran          | 1-0          | 3-1   | mecz towarzyski                      |
| 55.56.       | 2015-06-14 | Friends Arena, Solna, Szwecja              | Czarnogóra    | 2-03-0       | 3-1   | Eliminacje do Euro 2016              |
| 57.          | 2015-09-08 | Friends Arena, Solna, Szwecja              | Austria       | 1-4          | 1-4   | Eliminacje do Euro 2016              |
| 58.          | 2015-10-09 | Rheinpark Stadion, Vaduz, Liechtenstein    | Liechtenstein | 2-0          | 2-0   | Eliminacje do Euro 2016              |
| 59.          | 2015-10-12 | Friends Arena, Solna, Szwecja              | Mołdawia      | 1-0          | 2-0   | Eliminacje do Euro 2016              |
| 60.          | 2015-11-14 | Friends Arena, Solna, Szwecja              | Dania         | 2-0          | 2-1   | Eliminacje do Euro 2016/Baraże       |
| 61.62.       | 2015-11-17 | Parken, Kopenhaga, Dania                   | Dania         | 1-02-0       | 2-2   | Eliminacje do Euro 2016/Baraże       |

Ostatnia aktualizacja: 26 października 2020

## Życie prywatne
Ibrahimović jest potomkiem bośniackich emigrantów, którzy osiedlili się w Szwecji. Jego ojciec – Šefik (ur. 23 sierpnia 1951) pochodzi z Bośni i Hercegowiny, matka – Jurka (ur. 16 kwietnia 1951) z Chorwacji. Ma trójkę rodzeństwa: siostrę Sanelę (ur. 7 lipca 1979), oraz braci Sapka (ur. 30 kwietnia 1973) i Aleksandra (ur. 10 lipca 1986).
W wieku 17 lat zdobył czarny pas w taekwondo w klubie Enighet Malmö Taekwondo. Mówi w języku szwedzkim, angielskim, włoskim, serbsko-chorwackim i słabo po niderlandzku.
Jest związany z Heleną Seger (uznana modelka w Elle i była dyrektor linii lotniczych), ma z nią dwóch synów: Maksymiliana (ur. 22 września 2006) i Vincenta (ur. 6 marca 2008).
W listopadzie 2011 ukazała się autobiografia piłkarza pt. Ja, Ibra (oryg. „Jag är Zlatan”), która wzbudziła wiele kontrowersji. Dotyczy to szczególnie zamieszczonego w niej wyznania Ibrahimovicia dotyczącego jego pobytu w Barcelonie i konfliktu ze szkoleniowcem katalońskiej drużyny – Pepem Guardiolą.
Jest myśliwym, posiada szwedzką licencję od 2010.
Jest katolikiem.

## Osiągnięcia
Reprezentacja Szwecji:

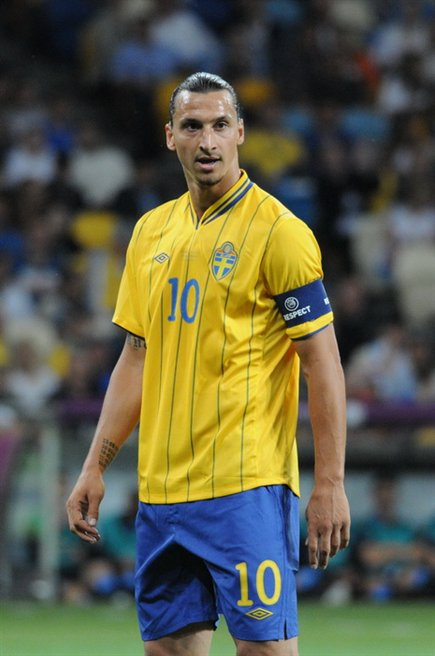
Ibrahimović w reprezentacji Szwecji podczas Euro 2012.

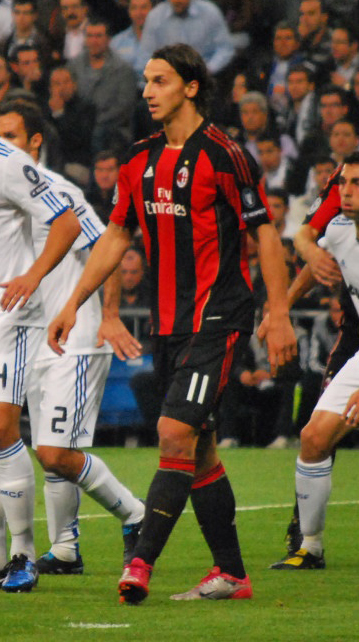
Ibrahimović w Milanie, 2010 rok.

- awans Szwecji do mistrzostw świata (2002, 2006)
- awans Szwecji do mistrzostw Europy (2004, 2008, 2012, 2016)

AFC Ajax:
- Mistrzostwo Holandii (2x): 2001/2002, 2003/2004
- Puchar Holandii (1x): 2001/2002
- Superpuchar Holandii (1x): 2002

Juventus F.C.:
- Mistrzostwo Włoch (2x): 2004/2005, 2005/2006 (oba anulowane po Aferze Calciopoli)

Inter Mediolan:
- Mistrzostwo Włoch (3x): 2006/2007, 2007/2008, 2008/2009
- Superpuchar Włoch (2x): 2006, 2008

FC Barcelona:
- Mistrzostwo Hiszpanii (1x): 2009/2010
- Superpuchar Hiszpanii (2x): 2009, 2010
- Superpuchar Europy (1x): 2009
- Klubowe mistrzostwa świata (1x): 2009

A.C. Milan:
- Mistrzostwo Włoch (2x): 2010/2011, 2021/2022
- Superpuchar Włoch (1x): 2011

Paris Saint-Germain:
- Mistrzostwo Francji (4x): 2012/2013, 2013/2014, 2014/2015, 2015/2016
- Puchar Francji (2x): 2014/2015, 2015/2016
- Puchar Ligi Francuskiej (3x): 2013/2014, 2014/2015, 2015/2016
- Superpuchar Francji (3x): 2013, 2014, 2015

Manchester United:
- Liga Europy UEFA (1x): 2016/2017
- Puchar Ligi Angielskiej (1x): 2016/2017[51]
- Tarcza Wspólnoty (1x): 2016

Nagrody indywidualne:
- Król strzelców Serie A: 2008/2009, 2011/2012
- Król strzelców Ligue 1: 2012/2013, 2013/2014, 2015/2016
- Król strzelców Pucharu Francji: 2014/2015, 2015/2016
- Król strzelców Puchar Ligi Francuskiej: 2014/2015
- Król strzelców Pucharu Ligi Angielskiej: 2016/2017
- Król asyst Ligi Mistrzów UEFA: 2012/2013
- Najlepszy zagraniczny piłkarz Serie A: 2004/2005, 2007/2008, 2008/2009, 2010/2011, 2011/2012
- Piłkarz roku Serie A: 2007/2008, 2008/2009, 2011/2012[52]
- Drużyna roku Serie A: 2010/2011, 2011/2012
- Gol roku Serie A: 2008
- Najlepszy zagraniczny piłkarz Ligue 1: 2012, 2013, 2014
- Piłkarz roku Ligue 1: 2012/2013, 2013/2014, 2015/2016
- Drużyna roku Ligue 1: 2012/2013, 2013/2014, 2014/2015, 2015/2016
- Gol roku Ligue 1: 2014
- Guldbollen: 2005, 2007, 2008, 2009, 2010, 2011, 2012, 2013, 2014, 2015, 2016
- Jerringpriset: 2007
- Szwedzki sportowiec u: 2008, 2010, 2013, 2015
- Drużyna Roku UEFA: 2007, 2009, 2013, 2014
- Nagroda Golden Foot za życiowe osiągnięcia: 2012
- Gol Roku FIFA (nagroda im. Ferenca Puskasa): 2013
- Drużyna roku według FIFPro: 2013
- Drużyna sezonu Ligi Mistrzów UEFA: 2013/2014
- Drużyna sezonu Ligi Europy UEFA: 2016/2017
- Gol roku w MLS: 2018
- Gol roku w LA Galaxy: 2018
- Gracz roku w LA Galaxy: 2018, 2019
- Złoty but w LA Galaxy: 2018, 2019
- Drużyna roku MLS: 2018, 2019
- Drużyna gwiazd MLS: 2018, 2019
- Najlepszy gracz MLS według ESPN: 2019